# Schattenberg (trampolino)
Lo Schattenberg  (nome ufficiale in tedesco: Schattenbergschanze) è un trampolino situato a Oberstdorf, in Germania, entro il complesso detto Erdinger Arena.

## Storia
Costruito nel 1925 in luogo dell'antico trampolino Schanze auf den Halden risalente al 1909, l'impianto ha ospitato le gare di salto con gli sci e di combinata nordica dei Campionati mondiali di sci nordico del 1987 e del 2005.
Ogni anno il 29 dicembre si tiene qui la prima delle quattro tappe del Torneo dei quattro trampolini.

## Caratteristiche
Originariamente il complesso era costituito da un trampolino K25; in seguito a varie ristrutturazioni i due trampolini principali ora presenti sono un HS 137 con punto K 120 (trampolino lungo) e HS 106 con punto K 95 (trampolino normale); i rispettivi primati ufficiali di distanza appartengono al norvegese Sigurd Pettersen (143,5 m nel 2003) e all' austriaca Marita Kramer  (109 m nel 2021).